# BayernWLAN

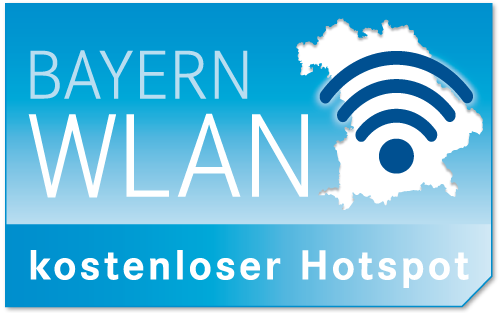
Logo

BayernWLAN ist ein öffentliches Netz von WLAN-Hotspots in Bayern. Jedermann kann ohne Anmeldung rund um die Uhr, ohne Volumenbegrenzung und mit Jugendschutzfilter im Internet surfen. Jeder Hotspot heißt „@BayernWLAN“. Eine Registrierung, Passwörter oder Anmeldedaten sind nicht erforderlich.
Alle Hotspots sind mit einer Geschwindigkeit von bis zu 1 GBit/s an das Internet angebunden.
Zentraler Träger ist das Bayerische Staatsministerium der Finanzen und für Heimat. Die Verwaltung, das BayernWLAN Zentrum, sitzt im niederbayerischen Straubing.

## Geschichte
Die Idee, das Land Bayern mit einem Netz aus WLAN-Zugangspunkten auszustatten, wurde erstmals 2015 vom damaligen bayerischen Finanzminister Markus Söder angekündigt. Das damalige Ziel bestand darin, bis zum Jahr 2020 ein Netz aus 10.000 WLAN-Zugangspunkten aufzubauen. Sie sollten Bürger und Touristen an attraktiven Plätzen zur Verfügung gestellt werden. Der Freistaat unterstützt Kommunen bei der Errichtung von WLAN-Hotspots mit bis zu 10.000 € für bis zu 4 Standorte. Für regionale Projekte kann eine Förderung von zusätzlich 10.000 € beantragt werden. Den laufenden Betrieb tragen die einzelnen Kommunen.
Anfang 2015 wurde das Projekt in einer Pilotphase getestet, im Mai 2015 waren 150.000 Benutzer aktiv, die zusammen ein Datenvolumen von 20 Terabyte übertrugen.
Im Juni 2016 wurde das Ziel, zusammen mit dem Projektpartner Vodafone, auf 20.000 Zugangspunkte verdoppelt.
Die Zielmarke von 20.000 Accesspoints in ganz Bayern wurde im Juni 2019 vorzeitig erreicht. Stand Februar 2020 sind es bereits über 23.000 Accesspoints. Darunter sind mittlerweile auch über 1350 ÖPNV-Busse, in denen BayernWLAN verfügbar ist und dort sehr intensiv genutzt wird.
Im Oktober 2019 wählten sich mehr als 9,3 Millionen Nutzer ein, und es wurden an Daten 1.018 Terabyte im Download und 106 Terabyte im Upload bewegt, in Summe 1.124 Terabyte.